# 1836 в Україні

## Особи

### Народились
- 27 січня, Леопольд фон Захер-Мазох (1836—1895) — австрійський письменник, автор популярних романів і новел
- 24 лютого, Бажанський Порфирій Іванович (1836—1920) — священик УГКЦ, український композитор і теоретик музики, відомий галицький музичний діяч, фольклорист, письменник.
- 28 лютого, Гашдеу Богдан Петричейку (1836—1907) — румунський і молдовський письменник, мовознавець і фольклорист.
- 22 березня, Гнилосиров Василь Степанович (1836—1900) — український педагог, публіцист, просвітник.
- 17 квітня, Аріст Мас (1836—1903) — банкір, громадський діяч, благодійник.
- 26 квітня, Марія Кречунєк «Чукутиха» (1836 — початок 1930-х) — співачка народних пісень.
- 5 травня, Воробкевич Сидір Іванович (1836—1903) — український буковинський письменник, композитор, музично-культурний діяч, православний священик, педагог, редактор часописів Буковини, художник.
- 28 травня, Горбаль Кость Гаврилович (1836—1903) — український літературний критик, педагог і журналіст, редактор «Ниви» (1865), з 1867 — офіційної газети «Русь».
- 4 червня, Владислав Тарновський (1836—1878) — польський піаніст, композитор, поет, драматург і перекладач.
- 13 липня, Пантюхов Іван Іванович (1836—1911) — лікар, антрополог і публіцист.
- 23 липня, Едмунд Мохнацький (1836—1902) — львівський адвокат, президент міста в роках 1887—1897.
- 4 серпня, Сильвестр (Сембратович) (1836—1898) — єпископ Української Греко-Католицької Церкви, кардинал Католицької Церкви; з 5 травня 1885 року Митрополит Галицький, Архієпископ Львівський та Єпископ Кам'янецький — предстоятель Української Греко-Католицької Церкви.
- 18 серпня, Кониський Олександр Якович (1836—1900) — український перекладач, письменник, видавець, лексикограф, педагог, громадський діяч ліберального напряму.
- 18 серпня, Амалія Фрейд (1836—1930) — мати Зиґмунда Фрейда, австрійського невропатолога.
- 22 серпня, Юлій (Фірцак) (1836—1912) — церковний ієрарх, єпископ Мукачівський, професор та ректор Ужгородської духовної семінарії (1876—1887), депутат державних зборів Угорщини (1887—1890).
- 23 вересня, Сосновський Василь Йосипович (1836—1907) — державний діяч Російської імперії, Смоленський губернатор. В Україні — Полтавський, Харківський віце-губернатор. Розробник санітарних норм праці на промислових підприємствах.
- 1 жовтня, Іван Кантій Шептицький (1836—1912) — громадського-політичний діяч, посол Галицького сейму з І-ї курії великої земельної власности.
- 17 жовтня, Бекман Яків Миколайович (1836—1863) — український революційний діяч, організатор Харківського таємного товариства.
- 28 жовтня, Рожанковський Лонгин Теодорович (1836—1917) — руський правник, громадський діяч (москвофіл), посол до Галицького сейму 4-го та 6-го скликання.
- 3 листопада, Осадца Михайло (1836—1865) — священик УГКЦ, мовознавець, педагог, професор. Доктор філософії.
- 13 листопада, Ярослав Домбровський (1836—1871) — польський політик, військовий діяч. Був головнокомандувачем збройними силами Паризької Комуни.
- Бережницький Теофіл (1836—1895) — український суддя, правник (за фахом), громадсько-політичний діяч, посол Галицького сейму 5-го скликання.
- Біншток Лев Мойсейович (1836—1894) — російський публіцист, редактор «волинських губернських відомостей».
- Гайденко Андрій Матвійович (1836—1896) — чернігівський кобзар.
- Залюбовський Григорій Антонович (1836—1898) — український етнограф, фольклорист, етнолінгвіст, громадський діяч, письменник.
- Прохорова-Мауреллі Ксенія Олексіївна (1836—1902) — артистка опери (ліричне сопрано), камерна співачка і педагог.
- Стороженко Микола Ілліч (1836—1906) — український історик літератури.
- Талапкович Еміліян (1836—1890) — церковний і громадський діяч на Закарпатті, священик.
- Хойнацький Андрій Федорович (1836—1888) — церковний і педагогічний діяч, протоієрей, історик української православної Церкви.

### Померли
- 17 січня, Маврици Полонський (1780—1836) — польський і білоруський церковний діяч, священик-єзуїт, педагог.
- 10 березня, Удом Євстафій Євстафійович (1760—1836) — російський командир епохи наполеонівських воєн, генерал-лейтенант.
- 28 березня, Вуїч Микола Васильович (1765—1836) — російський військовий діяч, генерал-лейтенант.
- 28 квітня, Кирило (Куницький) (1781—1836) — український церковний діяч, ректор Київської духовної академії, єпископ Чигиринський, архімандрит Київського Братського монастиря, вікарій Київської митрополії.
- 29 квітня, Гарасевич Михайло Григорович (1763—1836) — український історик, редактор, церковний діяч, один із перших представників українського національного відродження в Галичині. Доктор богослов'я.
- 1 травня, Яшвіль Лев Михайлович (1772—1836) — князь, герой франко-російської війни 1812 року, генерал від артилерії, георгіївський кавалер, кавалер золотої шпаги.
- 6 липня, Софроній Опуський (1758—1836) — український церковний діяч, священик-василіянин, виконувач обов'язків протоігумена провінції Найсвятішого Спасителя у 1823 році.
- 20 серпня, Скаловський Іван Семенович (1777—1836) — контр-адмірал, начальник ескадри Чорноморського флоту.
- Вунш Федір Іванович (1770—1836) — миколаївський міський архітектор, статський радник 5-го класу, дворянин.
- Каразін Іван Назарович (1780—1836) — ботанік-акліматизатор, громадський діяч, засновник Краснокутського дендропарку.
- Франц де Пауля Нойгаузер (1763—1836) — австрійський лікар, протомедик Галичини (1807—1836), професор внутрішніх хвороб, директор Медико-хірургічного інституту (1807—1836), ректор Львівського університету (1810—1811 і 1835—1836).

## Засновані, створені
- Друга київська гімназія
- Златопільська чоловіча гімназія
- Загальноосвітня школа № 2 (Дунаївці, Дунаєвецька міська рада)
- Михайлівська церква (Кожухівка)
- Свято-Миколаївська церква (Гостролуччя)
- Всіхсвятська церква (Гадяч)
- Церква святої Параскеви П'ятниці (Кабарівці)
- Троїцька церква (Обіточне)
- Церква Святого архистратига Михаїла (Сопіт)
- Церква святого Миколая (Носів)
- Сабанєїв міст (Одеса)
- Палац графині Паніної
- Ситковецький цукровий завод
- Бугай (Роздільнянський район)
- Гаївка (Роздільнянський район)
- Киселівка (Снігурівський район)
- Лучинське
- Нове (Гаївська сільська рада)
- Новокраснівка (Нікольський район)
- Солодководне

## Зникли, скасовані
- Сухарів

## Видання, твори
- Русалка Дністровая
- Ревізор (комедія)
- Александр Македонський виявляє довір'я своєму лікареві Філіппу
- Смерть Віргінії (Шевченко)
- Смерть Олега, князя древлянського